# Pierre Étaix
Pierre Étaix (n. 23 noiembrie 1928, Roanne - d. 14 octombrie 2016, Paris)  a fost un bufon, regizor, actor, autor și caricaturist francez.

## Date biografice
Pierre Étaix a absolvit la început o școală de desenatori, apoi a fost inițiat de Théodore-Gérard Hanssen în arta picturii pe sticlă. Însă el a înclinat spre reprezentații comice ca bufon, idolii săi fiind comicii americani Stan Laurel și Oliver Hardy. El spunea că "a fi bufon nu e o stare și nici o funcție ci trebuie să trăiești și să gândești ca un bufon". În anii postbelici a jucat ca actor de teatru și cabaretist în piese ca Cheval d'Or, Trois Baudets, Alhambra, și Olympia. El a desenat, a cântat la pianist, acordeon și violină. Pierre Étaix a conceput primul număr într-o reprezentație proprie cu care a cutreierat provincia. A fost apoi angajat în 1953 de Jacques Tati ca desenator și autor de gaguri din filme diferite ca "Mon Oncle". Pierre a fost și bufon în circul Medrano, având ca partener pe renumitul bufon Nino Fabri. În urma acestor reprezentații comice s-a finisat simțul lui pentru umor, Pierre Étaix începe să producă filme de scurt metraj ca "Rupture" sau are  pe scenă reprezentații proprii. Până în anul 1989 el a fost pentru filmele lui de mai multe premiat, printre aceste filme de succes se numără "Heureux anniversaire" film premiat în 1963 cu Oscar, ca cel mai bun film de scurt metraj. Prin anii 1960 cu rolul Yoyo a jucat ca bufon la diferite circuri din Europa. La turnarea filmului "Le grand amour" în anul 1968, o cunoaște pe actrița Anna Fratellini cu care peste un an se va căsători și vor juca împreună ca pereche de bufoni. O perioadă a lucrat ca desenator, fiind uitat de publicul spectator.
Abia după a doua căsătorie cu Odile Étaix, apare din nou pe scenă ca bufon. Noul său program întitulat "Miousik Papillon", a apărut ca premieră în 2010 în Lausanne. Cu Jean-Claude Carrière a avut o dispută privind dreptul de autor asupra filmelor Le Soupirant, Yoyo, Tant qu'on a la santé, Le Grand Amour și Pays de cocagne. În urma procesului Firma Gavroche Productions a fost obligată să plătească o despăgubire de 10.000 euro studioului Groupama GAN.

## Regie și roluri
| Anul | Titlu                                     | Felul reprezentației                              | Regie                             | Rol ca actor                  | Distincții |
| ---- | ----------------------------------------- | ------------------------------------------------- | --------------------------------- | ----------------------------- | --- |
| 1956 | Mon Oncle                                 | Film                                              | Jacques Tati                      |                               | |
| 1959 | Pickpocket                                | Film                                              | Robert Bresson                    | Ein Komplize                  | |
| 1960 | Tir au flanc                              | Film                                              | Claude de Givray                  | da                            | |
| 1961 | Rupture                                   | Film de scurt metraj                              | Pierre Étaix                      | da                            | Premiul FIPRESCI , Mannheim 1961 Marele Premiu la Festivalul de la Oberhausen]] |
| 1961 | Heureux anniversaire                      | Film de scurt metraj                              | Pierre Étaix                      | da                            | Marele Premiul pentru cel mai bun film de scurt metraj la Festivalul de la Oberhausen 1962. Premiul Simone-Dubreuilh Mannheim 1962. Premiul Oscar 1963 pentru cel mai bun film de scurt metraj. Premiul Academiei Britanice de Cinema 1963. Mențiune specială la Săptămâna Internațională a Filmului la Viena 1963. |
| 1962 | Le Soupirant                              | Film                                              | Pierre Étaix                      | Pierre der Verehrer           | Louis-Delluc-Preis 1963. Premiul pentru filme comice la Festivalul de la Moscova 1963. Marele Premiu al Festivalului Internațional de la Acapulco 1963. |
| 1962 | Une grosse tête                           | Film                                              | Claude de Givray                  | da                            | |
| 1962 | Le Pèlerinage                             | Film                                              | Jean L'Hôte                       | da                            | |
| 1963 | Insomnie                                  | Film de scurt metraj                              | Pierre Étaix                      |                               | |
| 1964 | Yoyo                                      | Film                                              | Pierre Étaix                      | Yoyo și Der Millionär         | Grand Prix de la Jeunesse, La Festivalul Internațional de la Cannes 1965. Premiul OCIC la Festivalul International de la Veneția 1965. |
| 1965 | Tant qu'on a la santé                     | Film                                              | Pierre Étaix                      | da                            | Sirena de argint, Festivalul international de la Sorrento. Scoica de argint, Festival Internacional de Cine de Donostia-San Sebastián. |
| 1966 | Le Voleur                                 | Film                                              | Louis Malle                       | Hoțul                         | |
| 1969 | Le grand amour                            | Film                                              | Pierre Étaix                      | Pierre                        | Grand Prix du Cinéma français. Marele Premiu al Oficiului catolic,Festivalul International de la Cannes. Premiul pentru interpretare la Festivalul internațional de la Panama. |
| 1969 | Pays de cocagne                           | Film                                              | Pierre Étaix                      |                               | |
| 1969 | L'âge de monsieur est avancé              | Film                                              | Pierre Étaix                      |                               | |
| 1971 | Clovnii                                   | Film                                              | Federico Fellini                  | da                            | |
| 1972 | The Day the Clown Cried                   | Film                                              | Jerry Lewis                       | da                            | |
| 1972 | À quoi on joue ?                          | Reprezentație pe scenă Théâtre Hébertot           | Pierre Étaix                      |                               | |
| 1973 | Bel Ordure                                | Film                                              | Jean Marbœuf                      | Der Weißclown                 | |
| 1974 | Sérieux comme le plaisir                  | Film                                              | Robert Benayoun                   | Der Etagenkellner             | |
| 1978 | Noctuor                                   | Film                                              | Philippe Arthuys und Jean Jourdan | ja                            | |
| 1980 | Lundi                                     | Film TV                                           |                                   | Die Wahrsagerin               | |
| 1983 | La Métamorphose                           | Film                                              | Jean-Daniel Verhaeghe             | ja                            | |
| 1983 | L'Étrange château du docteur Lerne        | Film TV                                           |                                   | Roland                        | |
| 1984 | L'Aide-mémoire                            | Film TV                                           |                                   | ja                            | |
| 1985 | Max mon amour                             | Film                                              | Nagisa Oshima                     | Detektiv                      | |
| 1985 | L'âge de monsieur est avancé              | Reprezentație pe scenă Comédie des Champs Élysées | Pierre Étaix                      |                               | |
| 1987 | Les Idiots                                | Film                                              | Nagisa Oshima                     | Der Funktionär                | |
| 1987 | Nuit docile                               | Film                                              | Guy Gilles                        | SOS Armor                     | |
| 1987 | Rapt aus der Serie Souris noire           | Film TV                                           | Pierre Étaix                      |                               | Fipa d’or des Festival international des programmes audiovisuels in Biarritz. |
| 1988 | Rêve d'artiste, ou le cauchemar de Méliès | Film TV                                           | Pierre Étaix                      |                               | |
| 1989 | J'écris dans l'espace                     | Film documentar                                   | Pierre Étaix                      |                               | |
| 1989 | Henry et June                             | Film                                              | Philip Kaufman                    | Henrys Freund                 | |
| 1989 | Bouvard et Pécuchet                       | Film TV                                           |                                   | Maître Tardivel               | |
| 2006 | Jardins en automne                        | Film                                              | Otar Iosseliani                   | ja                            | |
| 2008 | Lucifer et moi                            | Film                                              | Jacques Grand-Juan                | er selbst                     | |
| 2009 | Micmacs à tire-larigot                    | Film                                              | Jean-Pierre Jeunet                | Erfinder lustiger Geschichten | |
| 2010 | Chantrapas                                | Film                                              | Otar Iosseliani                   | Ein Produzent                 | |

## Cărți și publicații ale lui Pierre Étaix
- Jean-Claude Carrière (Text); Pierre Étaix (Zeichnungen): Les Vacances de Monsieur Hulot. Éditions Robert Laffont, 1958.
- Jean-Claude Carrière (Text); Pierre Étaix (Zeichnungen): Mon oncle, Éditions Robert Laffont, 1959.
- Jean-Claude Carrière (Text); Pierre Étaix (Zeichnungen): Le Petit Napoléon illustré. Éditions Robert Laffont, 1963.
- Pierre Étaix: Le Carton à chapeaux. Éditions G. Salachas, 1981.
- Pierre Étaix: Dactylographisme. Éditions G. Salachas, 1982.
- Pierre Étaix: Croquis de Jerry Lewis. Éditions G. Salachas, 1983.
- Pierre Étaix: Vive la pub. Éditions G. Salachas, 1984.
- Pierre Étaix: Stars Système. Éditions G. Salachas, 1986.
- Jean-Claude Carrière (Text); Pierre Étaix (Zeichnungen): Les Mots et la chose. Éditions G. Salachas, 1991
- Pierre Étaix, André François: Je hais les pigeons. Éditions Némo et Seuil Jeunesse, 1996.
- Guy Franquet (Text); Pierre Étaix (Zeichnungen): Le Cochon rose. Éditions Mille et une nuits, 1997.
- Pierre Étaix: Les Hommes de… Les Belles Lettres, 2001.
- Pierre Étaix: Critiquons la caméra. Éditions Séguier, 2001.
- Pierre Étaix: Il faut appeler un clown, UN CLOWN. Éditions Séguier, 2001.
- Claude de Calan (Text); Pierre Étaix (Zeichnungen): Le Clown et le savant. Éditions Odile Jacob, 2004.
- Jean-Claude Carrière und Neil Sinyard (Text); Pierre Étaix (Fotografien): Clowns au cinéma. Éditions In Libris, 2004.
- Pierre Étaix: Étaix dessine Tati. Éditions ARC, 2008 .
- Pierre Étaix: Textes et texte Étaix. Éditions Le cherche midi, 2009.